# أصول موضوعة
الأصول الموضوعة هي المبادئ غير البينة بنفسها المسلمة في العلم على سبيل حسن الظن.